# 埼玉県道227号狭山市停車場線

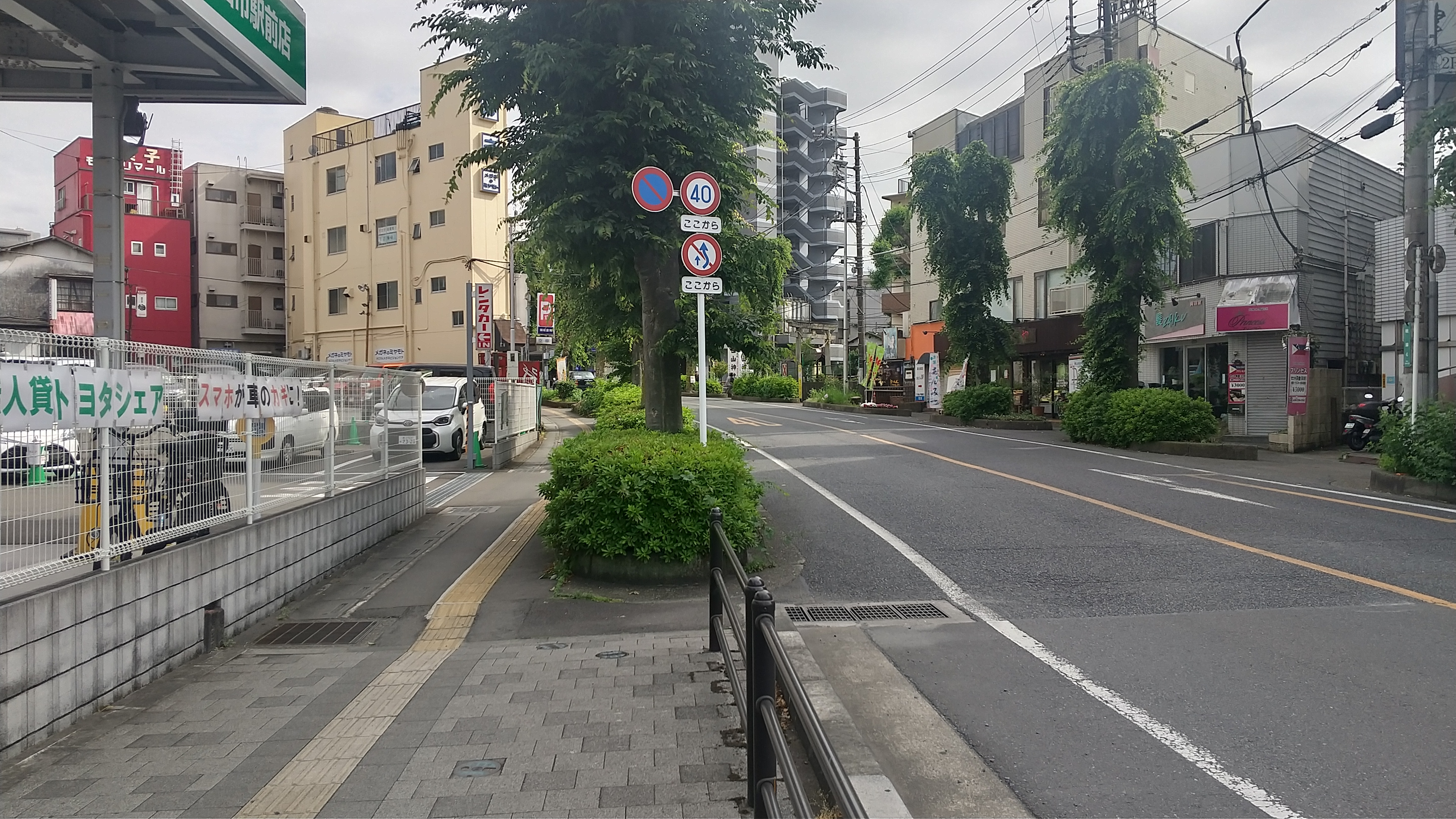
狭山市祇園付近

埼玉県道227号狭山市停車場線（さいたまけんどう227ごう さやましていしゃじょうせん）は、埼玉県狭山市の狭山市駅東口から、同市狭山郵便局前を通過し富士見一丁目交差点で埼玉県道50号所沢狭山線に接続する県道である。

## 沿線
埼玉県道50号所沢狭山線よりロータリー部を除き2車線。主に狭山市駅発着の西武バス・タクシーおよび送迎車両が利用。
狭山市駅東口から西口へ自動車の通り抜けは不可。

## 通過する自治体
- 埼玉県
  - 狭山市

## 交差する道路
- 埼玉県道50号所沢狭山線（埼玉県狭山市）

## 別名
- つつじ通り（狭山市）